# Воллес і Громіт: Прокляття кролика-перевертня
«Воллес і Громіт: Прокляття кролика-перевертня» (англ. Wallace & Gromit: The Curse of the Were-Rabbit) — американський анімаційний комедійний фільм, знятий Ніком Парком та Стівом Боксом. Прем'єра стрічки в Україні відбулася 27 жовтня 2005 року.

## Сюжет
Напередодні щорічного конкурсу гігантських овочів Воллес і Громіт ведуть бізнес із гуманного контролю шкідників «Анти-Песто», захищаючи овочі від кроликів. Під час експерименту Воллес випадково об'єднує свій мозок із кроликом, що призводить до появи перевертня-кролика. Уночі гігантський кролик нищить овочі, а Воллес і Громіт мають його спіймати. Зрештою, з'ясовується, що Воллес сам є перевертнем. У кульмінації Громіт і Тоттінгтон зупиняють мисливця Віктора, рятуючи Воллеса. У фіналі садиба Тоттінгтон перетворюється на заповідник для кроликів.

## Акторський склад
| Актор               | Роль                      |
| ------------------- | ------------------------- |
| Пітер Салліс        | Воллес                    |
| Рейф Файнз          | Віктор Квертермен         |
| Гелена Бонем Картер | Леді Кампанула Тоттінгтон |
| Пітер Кей           | ПК Макінтош               |
| Ніколас Сміт        | Преподобний Климент Хедж  |